# 安食重政
安食 重政（あじき しげまさ、生年不詳）は、戦国時代の武将。安食重敏の子。通称弥太郎、弥右衛門。子に安食吉政 。

## 略歴
父重敏の戦死後、春日井郡山田庄勝川に潜居した。永禄3年5月19日、桶狭間の戦いで武功を立てた。本能寺の変後は勝川に帰り郷士となる 。
天正12年、小牧・長久手の戦いの時、篠木・柏井の野武士を率いて徳川軍に与した 。